# Amtsgericht Bischweiler

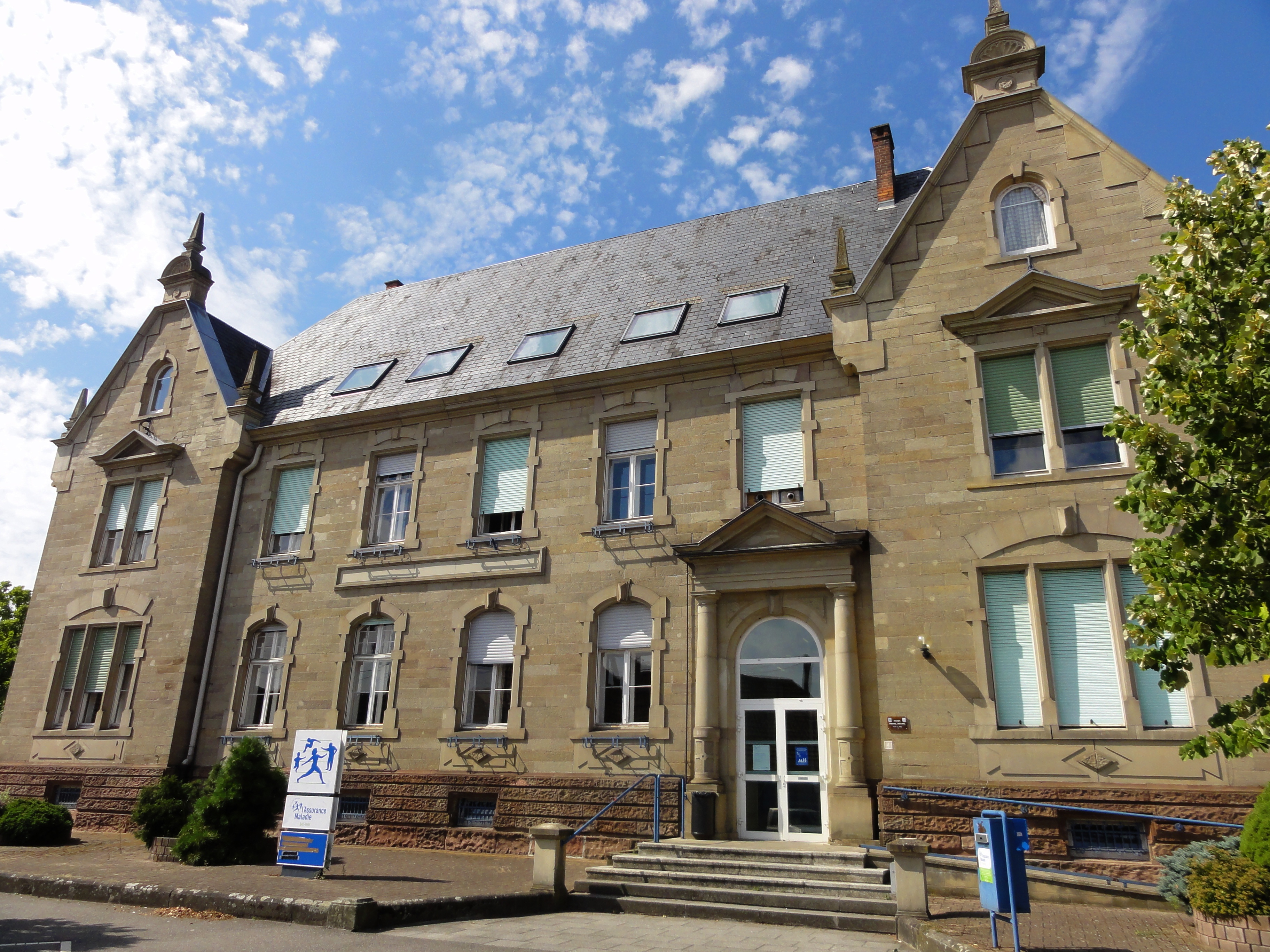
Ehem. Gerichtsgebäude (2015)

Das Amtsgericht Bischweiler war ein deutsches Amtsgericht mit Sitz in Bischweiler.

## Geschichte
Bischweiler war Sitz eines französischen Friedensgerichtes. Nach der Abtretung Elsass-Lothringens im Frieden von Frankfurt an das Deutsche Reich 1871 wurde die Gerichtsstruktur mit dem Gesetz, betreffend Abänderung der Gerichtsverfassung vom 14. Juli 1871 und der Ausführungsbestimmung hierzu vom gleichen Tag neu geregelt. Dabei wurden die Friedensgerichte beibehalten. Im Rahmen der Reichsjustizgesetze wurden 1879 die Friedensgerichte im Reichsland Elsass-Lothringen aufgehoben und Amtsgerichte gebildet. Das Amtsgericht Bischweiler war dem Landgericht Straßburg nachgeordnet. Am Gericht bestand 1880 eine Richterstelle. Das Amtsgericht war damit ein kleines Amtsgericht im Landgerichtsbezirk. Es war auch Rheinschifffahrtsgericht. Der Gerichtsbezirk umfasste 1895 den Kanton Bischweiler mit 180 Quadratkilometern, 26.752 Einwohnern und 21 Gemeinden. Mit der Verordnung über den Sitz und die Bezirke der Amtsgerichte vom 3. April 1909 gingen die Gemeinden Gries und Kurzenhausen aus dem Sprengel des Amtsgerichts Brumath in den Sprengel des Amtsgerichts Bischweiler über.
Nach der Reannexion Elsass-Lothringens durch Frankreich nach dem Ersten Weltkrieg wurde das Amtsgericht Bischweiler als „Tribunal cantonal Bischwiller“ weitergeführt. Im Zweiten Weltkrieg wurde 1940 von der deutschen Besatzungsmacht die vorgefundene Gerichtsstruktur unter Verwendung deutscher Ortsnamen und Behördenbezeichnungen, hier also wieder als Amtsgericht Bischweiler, fortgeführt.

## Gerichtsgebäude
Das Gerichtsgebäude wurde 1899 erbaut. Seine heutige Adresse ist 4 rue du Houblon. Die Fassade des zweigeschossigen Gebäudes ist durch Seitenrisalite geprägt. Das ehemalige Gerichtsgebäude steht unter Denkmalschutz und ist weiter im öffentlichen Besitz.